# Beli Łom
Beli Łom (bułg. Бели Лом) – rzeka w północno-wschodniej Bułgarii, jedna z dwóch rzek tworzących dopływ Dunaju Rusenski Łom. Długość – 142,1 km.
Źródła Belego Łomu, zwane Daaczeszme (Даачешме), leżą opodal wsi Ostrowcze koło miasta Razgrad, na Samuiłowskich wisoczinach we wschodniej części Niziny Naddunajskiej. W górnym biegu rzeka zasila sztuczny zbiornik wodny Beli Łom koło wsi Manastirsko. Płynie na północny zachód i łączy się z Czernim Łomem koło wsi Iwanowo.
Nad Belim Łomem położone są między innymi: Manastirsko, Kamenar, Uszinci, Razgrad, Senowo, Kriwnja, Pisanec, Nisowo.
Największe dopływy Belego Łomu to Małki Łom (57,1 km), Dołapdere (22,9 km), Kałowska reka (19 km) i Sadinska reka.
Od 1947 wody Belego Łomu są intensywnie wykorzystywane do nawadniania. Rzeka obfituje w ryby.